# Robert Billerbeck
Robert Billerbeck (* 2. September 1920 in Hannover; † 9. März 1993 ebenda) war ein deutscher Kinobetreiber und Filmkaufmann. Er war in den 1950er Jahren bis in die 1970er Jahre einer der maßgeblichen Organisatoren der hannoverschen Film- und Kinoszene.

## Leben
Geboren zur Zeit der Weimarer Republik kurz nach dem Ersten Weltkrieg, machte Robert Billerbeck erst nach dem Ende des Nationalsozialismus und des Zweiten Weltkrieges von sich reden. Hatte die Stadt Hannover noch vor dem Krieg mit 34 Lichtspielhäusern die größte Kinodichte in Deutschland, waren 1945 davon gerade mal noch neun erhalten. In der durch die Luftangriffe auf Hannover fast zur Hälfte zerstörten Stadt konnte er schon 1945 – nicht zuletzt mit Genehmigung der Britischen Besatzer und mit Bescheinigung des Wiederaufbauausschusses unter Albin Karl – den Gloria-Palast an der Hildesheimer Straße in der Südstadt wiedereröffnen. Bald nach der Währungsreform und in der noch jungen Bundesrepublik Deutschland war 1949 auch der Neubau der zuvor zerstörten Weltspiele in der Georgstraße fertiggestellt, dem mit mehr als 1000 Sitzplätzen dann jahrzehntelang größten Lichtspielhaus in Niedersachsens Landeshauptstadt. Seit der deutschen Uraufführung des US-amerikanischen Films Clara Schumanns große Liebe 1949 entwickelte Billerbeck das Lichtspielhaus zu einem der gefragten Uraufführungskinos. Auch die Grenzburg und die 1949 übernommenen und eröffneten Hochhaus-Lichtspiele im Anzeiger-Hochhaus gehörten bald zum Portfolio des Kinobetreibers. Zeitweilig besaß Robert Billerbeck bis zu 17 Lichtspielhäuser gleichzeitig allein in Hannover.
Im Frühjahr 1971 übernahm Billerbeck in Hamburg die Leitung des an der Reeperbahn gelegenen Filmtheaters Knopfs Lichtspielhaus von der langjährigen Betreiberin Ellen Dietrich.
Im Zuge der deutschen Kinokrise musste der ehemalige Alleininhaber der Weltspiele, für deren Immobilie ab 1975 die Kaufhauskette Woolworth als Vermieter auftrat, notgedrungen den „Kinokönig“ Heinz Riech zeitweilig als Mitgesellschafter in sein Unternehmen aufnehmen.
Eine von Billerbecks letzten Neueröffnungen war 1974 der Gloria-Center-Komplex mit den drei Kinos Gloria, Smoky und Intimes Theater im Kurierhaus in der Georgstraße.
Das Grab des 1993 Verstorbenen findet sich auf dem Stadtfriedhof Ricklingen.